# Hummuli
Hummuli est un petit bourg de la commune de Tõrva, situé dans le comté de Valga en Estonie. Avant la réorganisation administrative d'octobre 2017, il faisait partie de la commune de Hummuli.
En 2019, la population s'élevait à 282 habitants.